# Michel Aoun (biskup)
Mons. Michel Aoun (* 2. června 1959 Damur) je libanonský duchovní maronitské katolické církve a biskup bybloský.

## Život
Narodil se 2. června 1959 v Damuru.
Vstoupil do patriarchálního semináře v Ghaziru. Teologická a filozofická studia získal na univerzitě Svatého Ducha v Kasliku. Získal také titul z kanonického práva. Dne 9. června 1984 byl vysvěcen na kněze a inkardinován do archieparchie Bejrút. Poté sloužil ve farnosti svatého Antonína v Kahalé a zároveň vyučoval v semináři v Ghaziru. Roku 1995 byl jmenován rektorem semináře.
Roku 1999 odešel do Collegio San Benedetto v Římě, kde se věnoval studiu systematické teologie na Papežské univerzitě Gregoriana. Po svém návratu byl ustanoven arciknězem katedrály svatého Jiří v Bejrútu a biskupským vikářem pro pastoraci a klérus.
Dne 16. ledna 2012 jej papež Benedikt XVI. jmenoval biskupem bybloským. Biskupské svěcení přijal 25. února 2012 z rukou patriarchy Béchara Butruse Raï a spolusvětiteli byli arcibiskup Paul Youssef Matar a biskup Samir Mazloum. Od 11. října 2018 je apoštolským vizitátorem Maronitské církve v Bulharsku a Rumunsku.
Hovoří arabsky, anglicky, francouzsky, italsky a syrsky.